# Pentaceration bovicornis
Pentaceration bovicornis là một loài chân đều trong họ Paramunnidae. Loài này được Just miêu tả khoa học năm 2011.